# العلاقات الألبانية الرومانية
العلاقات الألبانية الرومانية هي العلاقات الثنائية التي تجمع بين ألبانيا ورومانيا.

## مقارنة بين البلدين
هذه مقارنة عامة ومرجعية للدولتين:
| وجه المقارنة                                              | ألبانيا                                                    | رومانيا                                                                               |
| --------------------------------------------------------- | ---------------------------------------------------------- | ------------------------------------------------------------------------------------- |
| المساحة (كم2)                                             | 28.75 ألف                                                  | 238.40 ألف                                                                            |
| عدد السكان (نسمة)                                         | 3.02 مليون                                                 | 19.59 مليون                                                                           |
| الكثافة السكانية (ن./كم²)                                 | 105.04                                                     | 82.17                                                                                 |
| العاصمة                                                   | تيرانا                                                     | بوخارست                                                                               |
| اللغة الرسمية                                             | اللغة الألبانية                                            | اللغة الرومانية                                                                       |
| العملة                                                    | ليك ألباني                                                 | ليو روماني                                                                            |
| الناتج المحلي الإجمالي (بليون دولار)                      | 13.04 مليار                                                | 211.80 مليار                                                                          |
| الناتج المحلي الإجمالي (تعادل القوة الشرائية) بليون دولار | 33.17 مليار                                                | 465.56 مليار                                                                          |
| الناتج المحلي الإجمالي الاسمي للفرد دولار أمريكي          | 3.94 ألف                                                   | 9.47 ألف                                                                              |
| الناتج المحلي الإجمالي للفرد دولار أمريكي                 | 11.11 ألف                                                  | 23.63 ألف                                                                             |
| مؤشر التنمية البشرية                                      | 0.764                                                      | 0.793                                                                                 |
| رمز المكالمات الدولي                                      | +355                                                       | +40                                                                                   |
| رمز الإنترنت                                              | .al                                                        | .ro                                                                                   |
| المنطقة الزمنية                                           | توقيت وسط أوروبا، ت ع م+01:00، ت ع م+02:00، أوروبا/تيرانا ‏ | ت ع م+02:00، ت ع م+03:00، أوروبا/بوخارست ‏، توقيت شرق أوروبا، توقيت شرق أوروبا الصيفي ‏ |

## مدن متوأمة
في ما يلي قائمة باتفاقيات التوأمة بين مدن ألبانية ورومانية:
- ترتبط سارنده مع Vălenii de Munte [الإنجليزية]‏ باتفاقية توأمة منذ 11 يوليو 1994.[19]
- ترتبط كورتشي مع كلوج نابوكا باتفاقية توأمة.
- ترتبط بيرات مع بلويشت باتفاقية توأمة منذ 8 يوليو 2008.[20][21]
- ترتبط تيرانا مع بوخارست باتفاقية توأمة.

## منظمات دولية مشتركة
يشترك البلدان في عضوية مجموعة من المنظمات الدولية، منها:
| علم المنظمة | اسم المنظمة                               | تاريخ انضمام ألبانيا | تاريخ انضمام رومانيا |
| ----------- | ----------------------------------------- | -------------------- | -------------------- |
|             | منظمة التجارة العالمية                    | ?                    | 1995                 |
|             | الأمم المتحدة                             | 14 ديسمبر 1955       | 14 ديسمبر 1955       |
|             | حلف شمال الأطلسي                          | 1 أبريل 2009         | 29 مارس 2004         |
|             | الاتحاد الدولي للاتصالات                  | 2 يونيو 1922         | 9 فبراير 1866        |
|             | حلف وارسو                                 | 4 يونيو 1955         | 14 مايو 1955         |
|             | مجلس أوروبا                               | ?                    | 7 أكتوبر 1993        |
|             | منظمة التعاون الاقتصادي للبحر الأسود      | ?                    | ?                    |
|             | مجلس التعاون الاقتصادي                    | 23 فبراير 1949       | 25 يناير 1949        |
|             | يونسكو                                    | 16 أكتوبر 1958       | 27 يوليو 1956        |
|             | المنظمة الأوروبية لسلامة الملاحة الجوية   | 2002                 | 1996                 |
|             | الاتحاد البريدي العالمي                   | ?                    | ?                    |
|             | مؤسسة التنمية الدولية                     | 15 أكتوبر 1991       | 12 أبريل 2014        |
|             | منظمة حظر الأسلحة الكيميائية              | ?                    | ?                    |
|             | وكالة ضمان الاستثمار متعدد الأطراف        | 15 أكتوبر 1991       | 10 سبتمبر 1992       |
|             | منظمة الشرطة الجنائية الدولية             | ?                    | ?                    |
|             | مؤسسة التمويل الدولية                     | 15 أكتوبر 1991       | 23 سبتمبر 1990       |
|             | البنك الدولي للإنشاء والتعمير             | 15 أكتوبر 1991       | 15 ديسمبر 1972       |
|             | منظمة الأمن والتعاون في أوروبا            | 19 يونيو 1991        | 25 يونيو 1973        |
|             | المركز الدولي لتسوية المنازعات الاستشارية | 14 نوفمبر 1991       | 12 أكتوبر 1975       |

## أعلام
هذه قائمة لبعض الشخصيات التي تربطها علاقات بالبلدين:
- أنتونيا ياكوبيسكو (12 أبريل 1989 – )
- يونوت مازيلو (لاعب كرة قدم روماني، 9 فبراير 1982[27] – )

## وصلات خارجية
- موقع وزارة الخارجية الألبانية
- موقع وزارة الخارجية الرومانية